# Carcelia protuberans
Carcelia protuberans är en tvåvingeart som först beskrevs av Aldrich och Herbert John Webber 1924.  Carcelia protuberans ingår i släktet Carcelia och familjen parasitflugor.
Artens utbredningsområde är Vermont. Inga underarter finns listade i Catalogue of Life.